# Ludovic Monfranc
Ludovic Monfranc est un judoka belge qui s'aligna dans la catégorie des moins de 71 kg (poids légers).

## Palmarès
En 1994, Ludovic Monfranc gagne la médaille de bronze dans le tournoi de World Cup de Bâle en Suisse.
 
Il a été deux fois champion de Belgique U20 et une fois champion de Belgique sénior :
| Chpt de Belgique sénior | Chpt de Belgique sénior | 1994 | 1995 | 1996 | 1997 |
| ----------------------- | ----------------------- | ---- | ---- | ---- | ---- |
| mi-lourds               | -95 kg                  | 2e   | 3e   | 1er  | 2e   |